# Francis Bacon (artista)
Francis Bacon (28 de outubro de 1909 - 28 de abril de 1992) foi um pintor figurativo britânico nascido na Irlanda, conhecido por suas imagens cruas e perturbadoras. Concentrando-se na forma humana, seus temas incluíam crucificações, retratos de papas, autorretratos e retratos de amigos íntimos, com figuras abstratas às vezes isoladas em estruturas geométricas. Rejeitando várias classificações de seu trabalho, Bacon disse que se esforçou para representar "a brutalidade dos fatos". Ele construiu uma reputação como um dos gigantes da arte contemporânea com seu estilo único.
Bacon disse que viu imagens "em série", e seu trabalho, que conta com cerca de 590 pinturas existentes junto com muitas outras que ele destruiu, normalmente se concentrava em um único assunto por períodos prolongados, muitas vezes em formatos trípticos ou dípticos. Sua produção pode ser amplamente descrita como sequências ou variações de motivos únicos; incluindo os biomorfos e fúrias influenciados por Picasso dos anos 1930, as cabeças masculinas dos anos 1940 isoladas em salas ou estruturas geométricas, os "papas gritando" dos anos 1950, os animais e figuras solitárias de meados dos anos 1950, as crucificações do início dos anos 1960, os retratos de amigos de meados dos anos 1960, os autorretratos dos anos 1970 e as pinturas mais legais e técnicas dos anos 1980.
Bacon não começou a pintar até os vinte e tantos anos, tendo se afastado no final dos anos 1920 e início dos anos 1930 como decorador de interiores, bon vivant e jogador.  Ele disse que sua carreira artística foi adiada porque passou muito tempo procurando um assunto que pudesse sustentar seu interesse. Sua descoberta veio com o tríptico de 1944 Três Estudos para Figuras na Base de uma Crucificação, que selou sua reputação como um cronista excepcionalmente sombrio da condição humana. A partir de meados da década de 1960, ele produziu principalmente retratos de amigos e companheiros de bebida, seja como painéis únicos, dípticos ou trípticos. Após o suicídio de seu amante George Dyer em 1971 (imortalizado em seus Trípticos Negros e em vários retratos póstumos), sua arte tornou-se mais sombria, voltada para dentro e preocupada com a passagem do tempo e da morte. O clímax de seu período posterior é marcado pelas obras-primas Estudo para auto-retrato (1982) e Estudo para um auto-retrato - Tríptico, 1985-86.
Apesar de sua visão existencialista e sombria, Bacon era carismático, articulado e culto. Um bon vivant, ele passou sua meia-idade comendo, bebendo e jogando no Soho de Londres com amigos que pensavam da mesma forma, incluindo Lucian Freud (embora eles tenham se desentendido em meados da década de 1970, por razões que nenhum dos dois jamais explicaram), John Deakin, Muriel Belcher, Henrietta Moraes, Daniel Farson, Tom Baker e Jeffrey Bernard. Após o suicídio de Dyer, ele se distanciou desse círculo e, embora ainda socialmente ativo e sua paixão por jogos de azar e bebidas continuasse, ele se estabeleceu em um relacionamento platônico e um tanto paternal com seu eventual herdeiro, John Edwards.
Desde sua morte, a reputação de Bacon tem crescido de forma constante e seu trabalho está entre os mais aclamados, caros e procurados do mercado de arte. No final da década de 1990, uma série de grandes obras, anteriormente consideradas destruídas, pinturas de papas do início dos anos 1950 e retratos dos anos 1960, ressurgiram para estabelecer preços recordes em leilão.

## Biografia

### Início da vida

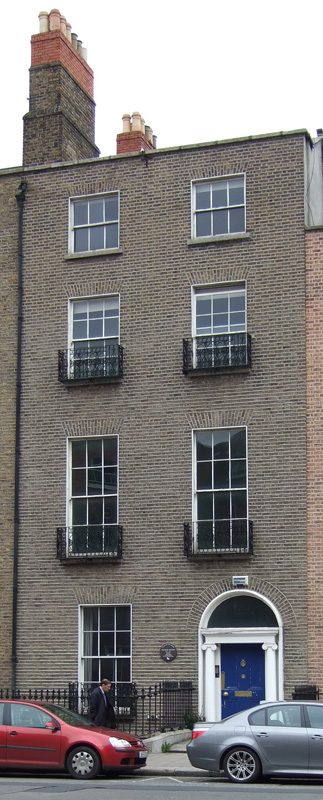
Local de nascimento de Francis Bacon em 63 Baggot Street, Dublin

Francis Bacon nasceu em 28 de outubro de 1909 em 63 Lower Baggot Street, emDublin. Naquela época, toda a Irlanda ainda fazia parte do Reino Unido. Seu pai, o capitão do Exército Anthony Edward "Eddy" Mortimer Bacon, nasceu em Adelaide, Austrália do Sul, filho de pai inglês e mãe australiana. Eddy era um veterano da Segunda Guerra dos Bôeres, um treinador de cavalos de corrida e neto do major-general Anthony Bacon, que alegou descender de Sir Nicholas Bacon, meio-irmão mais velho de Francis Bacon, 1º Visconde St Albans, que é mais conhecido como "Sir Francis Bacon", o estadista, filósofo e ensaísta elisabetano. A mãe de Bacon, Christina Winifred "Winnie" Firth, era herdeira de uma siderúrgica e mina de carvão em Sheffield. Ele tinha um irmão mais velho, Harley duas irmãs mais novas, Ianthe e Winifred, e um irmão mais novo, Edward. Bacon foi criado pela babá da família, Jessie Lightfoot, da Cornualha, conhecida como "Nanny Lightfoot", uma figura materna que permaneceu perto dele até sua morte. Durante o início dos anos 1940, ele alugou o andar térreo de 7 Cromwell Place, South Kensington, o antigo estúdio de John Everett Millais. Nanny Lightfoot o ajudou a instalar uma roleta ilícita lá, organizada por Bacon e seus amigos. Os críticos de arte acreditam que o interesse de Bacon por uma perspectiva da classe trabalhadora se desenvolveu devido ao seu relacionamento com Nanny Lightfoot.
A família mudou de casa entre a Irlanda e a Inglaterra várias vezes, levando a uma sensação de deslocamento que permaneceu com Bacon por toda a vida. Eles viveram em Cannycourt House, no condado de Kildare, a partir de 1911 mudando-se mais tarde para Westbourne Terrace, em Londres, perto de onde o pai de Bacon trabalhava no Escritório de Registros da Força Territorial. Eles voltaram para a Irlanda após a Primeira Guerra Mundial. Bacon morava com sua avó materna e seu avô, Winifred e Kerry Supple, em Farmleigh, Abbeyleix, Condado de Laois, embora o resto da família tenha se mudado novamente para Straffan Lodge perto de Naas, Condado de Kildare.
Bacon era tímido quando criança e gostava de se vestir bem. Isso, e sua maneira efeminada, irritaram seu pai. Uma história surgiu em 1992 de seu pai tendo chicoteado Bacon por seus noivos. Bacon também estava gravemente doente quando criança, sofrendo de asma e alergia a cavalos. Sua saúde precária significava que sua educação formal era esporádica; ele recebeu aulas em casa de um professor particular e, de 1924 a 1926, frequentou Dean Close, um internato em Cheltenham.

Em 1924, logo após o estabelecimento do Estado Livre Irlandês, seus pais se mudaram para Gloucestershire, primeiro para Prescott House em Gotherington, depois para Linton Hall, perto da fronteira com Herefordshire. Em uma festa à fantasia na casa da família Firth, Cavendish Hall em Suffolk, Bacon se vestiu como uma melindrosa com um chicote Eton, vestido de miçangas, batom, salto alto e uma longa piteira. Em 1926, a família voltou para Straffan Lodge. Sua irmã, Ianthe, doze anos mais nova, lembrou que Bacon fazia desenhos de senhoras com chapéus cloche e longas piteiras.
Não tenho certeza se Francis tinha muito em comum com minha mãe, porque ela não dava muita atenção à sua arte ou algo assim. Lembro-me de que às vezes ele trazia para casa coisas que havia desenhado e, não sei o que minha mãe fazia com elas, ela não estava muito interessada nisso. Eles sempre foram, o que costumávamos chamar de senhoras dos anos 1920, você sabe, com o chapéu cloche e uma piteira [gesticula suporte longo]. Esse tipo de coisa. Sempre foram desenhos assim. Eles foram muito legais. O que aconteceu com eles eu não sei. – E, curiosamente, eu realmente me lembro deles.

- Ianthe Knott (née Bacon) entrevista para Bacon's Arena, dir. Adam Low, broadcast 19-3-2005 - 9 pm on BBC2
Mais tarde naquele ano, Bacon foi expulso de Straffan Lodge após um incidente em que seu pai o encontrou admirando-se na frente de um grande espelho vestindo a cueca de sua mãe.

### Londres, Berlim e Paris
Bacon passou a segunda metade de 1926 em Londres, com uma mesada de £ 3 por semana do fundo fiduciário de sua mãe, lendo Friedrich Nietzsche. Embora pobre (£ 5 era então o salário semanal médio), Bacon descobriu que, evitando o aluguel e se envolvendo em pequenos furtos, ele poderia sobreviver. Para complementar sua renda, ele tentou brevemente o serviço doméstico, mas embora gostasse de cozinhar, ficou entediado e pediu demissão. Ele foi demitido de uma posição de atendimento telefônico em uma loja que vendia roupas femininas na Poland Street, no Soho, depois de escrever uma carta envenenada ao proprietário.
Bacon se viu vagando pelo submundo homossexual de Londres, ciente de que era capaz de atrair um certo tipo de homem rico, algo de que ele se aproveitava rapidamente, tendo desenvolvido um gosto por boa comida e vinho. Um era parente de Winnie Harcourt-Smith, outro criador de cavalos de corrida, conhecido por sua masculinidade. Bacon alegou que seu pai havia pedido a esse "tio" para levá-lo "na mão" e "fazer dele um homem". Bacon teve um relacionamento difícil com seu pai, uma vez admitindo ser sexualmente atraído por ele.  Ele se mudou para Berlim em 1927, onde viu Metrópolis de Fritz Lang e Encouraçado Potemkin de Sergei Eisenstein, ambos mais tarde influenciados em seu trabalho. Ele passou dois meses em Berlim, embora Harcourt-Smith tenha saído depois de um: "Ele logo se cansou de mim, é claro, e saiu com uma mulher ... Eu realmente não sabia o que fazer, então aguentei por um tempo".
Bacon, então com 17 anos, passou o próximo ano e meio em Paris. Ele conheceu Yvonne Bocquentin, pianista e conhecedora, na abertura de uma exposição. Ciente de sua própria necessidade de aprender francês, Bacon morou por três meses com Madame Bocquentin e sua família em sua casa perto de Chantilly, Oise. Ele viajou para Paris para visitar as galerias de arte da cidade. No Château de Chantilly (Musée Condé), ele viu o Massacre dos Inocentes de Nicolas Poussin, uma pintura à qual ele se referiu com frequência em seus trabalhos posteriores.
Bacon voltou para Londres no inverno de 1928/29 para trabalhar como designer de interiores. Ele alugou um estúdio em 17 Queensberry Mews West, South Kensington, dividindo o andar superior com Eric Allden - seu primeiro colecionador - e sua babá de infância, Jessie Lightfoot. Em 1929, ele conheceu Eric Hall, seu patrono e amante em um relacionamento muitas vezes torturante e abusivo. Bacon deixou o estúdio Queensberry Mews West em 1931 e não teve espaço fixo por alguns anos. Ele provavelmente dividiu um estúdio com Roy De Maistre por volta de 1931/32 em Chelsea.

### Móveis e tapetes
A Crucificação de 1933 foi sua primeira pintura a atrair a atenção do público e foi em parte baseada em Os Três Dançarinos de Pablo Picasso de 1925. Não foi bem recebido; Desiludido, ele abandonou a pintura por quase uma década e suprimiu seus trabalhos anteriores.  Ele visitou Paris em 1935, onde comprou um livro de segunda mão sobre doenças anatômicas da boca contendo placas coloridas à mão de alta qualidade de bocas abertas e interiores orais,  que o perseguiram e obcecaram pelo resto de sua vida. Estes e a cena com a enfermeira gritando nos degraus de Odessa do Encouraçado Potemkin mais tarde se tornaram partes recorrentes da iconografia de Bacon, com a angularidade das imagens de Eisenstein muitas vezes combinada com a espessa paleta vermelha de seu tomo médico recém-adquirido.
No inverno de 1935-36, Roland Penrose e Herbert Read, fazendo uma primeira seleção para a Exposição Surrealista Internacional, visitaram seu estúdio em 71 Royal Hospital Road, Chelsea viu "três ou quatro telas grandes, incluindo uma com um relógio de pêndulo", mas achou seu trabalho "insuficientemente surreal para ser incluído na mostra". Bacon afirmou que Penrose lhe disse: "Sr. Bacon, você não percebe que muita coisa aconteceu na pintura desde os impressionistas?" Em 1936 ou 1937, Bacon mudou-se da 71 Royal Hospital Road para o último andar de 1 Glebe Place, Chelsea, que Eric Hall havia alugado. No ano seguinte, Patrick White mudou-se para os dois últimos andares do prédio onde De Maistre tinha seu estúdio, na Eccleston Street e encomendou a Bacon, agora um amigo, uma escrivaninha (com gavetas largas e tampo de linóleo vermelho). Expressando uma de suas preocupações básicas do final dos anos 1930, Bacon disse que sua carreira artística foi adiada porque ele passou muito tempo procurando um assunto que pudesse sustentar seu interesse.
Em janeiro de 1937, na Thomas Agnew and Sons, 43 Old Bond Street, Londres, Bacon expôs em uma exposição coletiva, Young British Painters, que incluía Graham Sutherland e Roy De Maistre. Eric Hall organizou o show. Ele mostrou quatro obras: Figuras em um jardim (1936); Abstração, Abstração da Forma Humana (conhecida a partir de fotografias de revistas) e Figura Sentada (também perdida). Essas pinturas prefiguram Três Estudos para Figuras na Base de uma Crucificação (1944) ao representar alternativamente uma estrutura de tripé (Abstração), dentes à mostra (Abstração da Forma Humana) e ambos sendo biomórficos na forma.
Em 1º de junho de 1940, o pai de Bacon morreu. Bacon foi nomeado único curador / executor do testamento de seu pai, que solicitou que o funeral fosse o mais "privado e simples possível". Inapto para o serviço ativo em tempo de guerra, Bacon se ofereceu para a defesa civil e trabalhou em tempo integral no serviço de resgate de Precauções contra Ataques Aéreos (ARP); a poeira fina da Londres bombardeada piorou sua asma e ele recebeu alta. No auge da Blitz, Eric Hall alugou uma casa de campo para Bacon e para si mesmo em Bedales Lodge em Steep, perto de Petersfield, Hampshire. Figura saindo de um carro (ca. 1939/1940) foi pintado aqui, mas é conhecido apenas por uma fotografia do início de 1946 tirada por Peter Rose Pulham. A fotografia foi tirada pouco antes de a tela ser pintada por Bacon e renomeada Paisagem com carro. Um ancestral da forma biomórfica do painel central de Três Estudos para Figuras na Base de uma Crucificação (1944), a composição foi sugerida por uma fotografia de Hitler saindo de um carro em um dos comícios de Nuremberg. Bacon afirma ter "copiado o carro e não muito mais".
Bacon e Hall em 1943 ocuparam o andar térreo de 7 Cromwell Place, South Kensington, anteriormente a casa e estúdio de John Everett Millais. Abobadado e iluminado pelo norte, seu telhado foi recentemente bombardeado - Bacon foi capaz de adaptar uma grande e antiga sala de bilhar nos fundos como seu estúdio. Lightfoot, na falta de um local alternativo, dormiu na mesa da cozinha. Eles realizaram festas de roleta ilícitas, organizadas por Bacon com a ajuda de Hall.

### Sucesso inicial
Em 1944, Bacon ganhou confiança e passou a desenvolver seu estilo único de assinatura. Seus Três Estudos para Figuras na Base de uma Crucificação resumiram os temas explorados em suas pinturas anteriores, incluindo seu exame dos biomorfos de Picasso, suas interpretações da Crucificação e das Fúrias Gregas. É geralmente considerada sua primeira peça madura; Ele considerava suas obras antes do tríptico irrelevantes. A pintura causou sensação quando exibida em 1945 e o estabeleceu como um dos principais pintores do pós-guerra. Comentando sobre o significado cultural dos Três Estudos, John Russell observou em 1971 que "havia pintura na Inglaterra antes dos Três Estudos, e pintura depois deles, e ninguém ... pode confundir os dois".
Painting (1946) foi exibido em várias exposições coletivas, incluindo na seção britânica da Exposition internationale d'art moderne (18 de novembro - 28 de dezembro de 1946) no Musée National d'Art Moderne, para a qual Bacon viajou para Paris. Quinze dias após a venda de Pintura (1946) para a Galeria Hanover, Bacon usou os lucros para se mudar de Londres para Monte Carlo. Depois de se hospedar em uma sucessão de hotéis e apartamentos, incluindo o Hôtel de Ré, Bacon se estabeleceu em uma grande vila, La Frontalière, nas colinas acima da cidade. Hall e Lightfoot viriam para ficar. Bacon passou grande parte dos anos seguintes em Monte Carlo, além de curtas visitas a Londres. De Monte Carlo, Bacon escreveu para Sutherland e Erica Brausen. Suas cartas para Brausen mostram que ele pintou lá, mas nenhuma pintura sobreviveu. Bacon disse que ficou "obcecado" com o Casino de Monte Carlo, onde "passava dias inteiros". Endividado com o jogo, ele não conseguiu comprar uma nova tela. Isso o obrigou a pintar no lado cru e sem primer de seu trabalho anterior, uma prática que ele manteve ao longo de sua vida.
Em 1948, Painting (1946) foi vendido a Alfred Barr para o Museu de Arte Moderna (MoMA) de Nova York por £ 240. Bacon escreveu a Sutherland pedindo que ele aplicasse fixador nas manchas de pastel em Pintura (1946) antes de ser enviado para Nova York. (O trabalho agora é muito frágil para ser transferido do MoMA para exibição em outro lugar.) Pelo menos uma visita a Paris em 1946 colocou Bacon em contato com a pintura francesa do pós-guerra e as ideias da margem esquerda, como o existencialismo. A essa altura, ele havia embarcado em sua amizade vitalícia com Isabel Rawsthorne, uma pintora intimamente envolvida com Giacometti e o conjunto da Margem Esquerda. Eles compartilhavam muitos interesses, incluindo etnografia e literatura clássica.

### Final da década de 1940
Em 1947, Sutherland apresentou Bacon a Brausen, que representou Bacon por doze anos. Apesar disso, Bacon não montou uma exposição individual na Hanover Gallery de Brausen até 1949.  Bacon voltou a Londres e Cromwell Place no final de 1948.
No ano seguinte, Bacon exibiu sua série "Heads", mais notável por Head VI, o primeiro compromisso sobrevivente de Bacon com o Retrato do Papa Inocêncio X de Velázquez (três 'papas' foram pintados em Monte Carlo em 1946, mas foram destruídos). Ele manteve um extenso inventário de imagens para o material de origem, mas preferiu não confrontar as principais obras pessoalmente; ele viu Retrato de Inocêncio X apenas uma vez, muito mais tarde em sua vida.

### Década de 1950
O principal refúgio de Bacon era o The Colony Room, um clube privado de bebidas na 41 Dean Street, no Soho, conhecido como "Muriel's" em homenagem a Muriel Belcher, sua proprietária. Belcher dirigiu o clube Music-box em Leicester Square durante a guerra e garantiu uma licença para beber das 15h às 23h para o bar Colony Room como um clube privado. Bacon foi um dos primeiros membros, ingressando no dia seguinte à sua inauguração em 1948. Ele foi 'adotado' por Belcher como uma 'filha' e permitia bebidas grátis e £ 10 por semana para atrair amigos e clientes ricos. Em 1948, ele conheceu John Minton, um frequentador assíduo do Muriel's, assim como os pintores Lucian Freud, Frank Auerbach, Patrick Swift e o fotógrafo da Vogue John Deakin.
Em 1950, Bacon conheceu o crítico de arte David Sylvester, então mais conhecido por seus escritos sobre Henry Moore e Alberto Giacometti. Sylvester admirava e escrevia sobre Bacon desde 1948. As inclinações artísticas de Bacon na década de 1950 mudaram-se para suas figuras abstratas, que eram tipicamente isoladas em espaços geométricos semelhantes a gaiolas e colocadas em fundos planos e indefinidos. Bacon disse que viu imagens "em série", e seu trabalho normalmente se concentrava mais em um único assunto por períodos prolongados, muitas vezes em formatos trípticos ou dípticos. Embora suas decisões possam ter sido motivadas pelo fato de que na década de 1950 ele tendia a produzir trabalhos em grupo para mostras específicas, geralmente deixando as coisas para o último minuto, há um desenvolvimento significativo em suas escolhas estéticas durante esse período que influenciou sua preferência pelo conteúdo representado em suas pinturas. Em 30 de abril de 1951, Jessie Lightfoot, sua babá de infância, morreu em Cromwell Place; Bacon estava jogando em Nice quando soube de sua morte. Ela tinha sido sua companheira mais próxima, juntando-se a ele em Londres em seu retorno de Paris, e morou com ele e Eric Alden em Queensberry Mews West, e mais tarde com Eric Hall perto de Petersfield, em Monte Carlo e em Cromwell Place. Atingido, Bacon vendeu o apartamento 7 Cromwell Place.
Em 1958, ele se alinhou com a galeria Marlborough Fine Art, que permaneceu como seu único revendedor até 1992. Em troca de um contrato de 10 anos, Marlborough adiantou-lhe dinheiro contra pinturas atuais e futuras, com o preço de cada uma determinada por seu tamanho. Uma pintura medindo 20 polegadas por 24 polegadas foi avaliada em £ 165 ($ 462), enquanto uma de 65 polegadas por 78 polegadas foi avaliada em £ 420 ($ 1 176); esses eram tamanhos que Bacon preferia. De acordo com o contrato, o pintor tentaria fornecer à galeria £ 3 500 (US $ 9 800) em fotos a cada ano.

### Décadas de 1960 e 1970
Bacon conheceu George Dyer em 1963 em um pub, um mito muito repetido afirme que eles se conheceram quando Dyer roubou o apartamento de Bacon.  Dyer tinha cerca de 30 anos, do East End de Londres. Ele vinha de uma família mergulhada no crime e até então passava a vida vagando entre o roubo e a prisão. Os relacionamentos anteriores de Bacon foram com homens mais velhos e tumultuados. Seu primeiro amante, Peter Lacy, rasgou as pinturas de Bacon, espancou-o em fúria bêbada, às vezes deixando-o nas ruas semiconsciente. Bacon era agora a personalidade dominante, atraída pela vulnerabilidade e natureza confiante de Dyer. Dyer ficou impressionado com a autoconfiança e o sucesso de Bacon, e Bacon agiu como um protetor e figura paterna para o jovem inseguro.
Dyer era, como Bacon, um alcoólatra limítrofe e também tomava cuidado obsessivo com sua aparência. De rosto pálido e fumante inveterado, Dyer normalmente enfrentava suas ressacas diárias bebendo novamente. Sua constituição compacta e atlética desmentia uma personalidade dócil e interiormente torturada, embora o crítico de arte Michael Peppiatt o descreva como tendo o ar de um homem que poderia "acertar um soco decisivo". Seus comportamentos acabaram sobrecarregando seu caso e, em 1970, Bacon estava apenas fornecendo a Dyer dinheiro suficiente para ficar mais ou menos permanentemente bêbado.
À medida que o trabalho de Bacon passou do assunto extremo de suas primeiras pinturas para retratos de amigos em meados da década de 1960, Dyer se tornou uma presença dominante.  As pinturas de Bacon enfatizam a fisicalidade de Dyer, mas são estranhamente ternas. Mais do que qualquer outro amigo íntimo de Bacon, Dyer passou a se sentir inseparável de seus retratos. As pinturas deram-lhe estatura, uma razão de ser, e ofereceram significado ao que Bacon descreveu como o "breve interlúdio entre a vida e a morte" de Dyer. Muitos críticos descreveram os retratos de Dyer como favoritos, incluindo Michel Leiris e Lawrence Gowing. No entanto, à medida que a novidade de Dyer diminuía dentro do círculo de intelectuais sofisticados de Bacon, Dyer tornou-se cada vez mais amargo e pouco à vontade. Embora Dyer tenha recebido a atenção que as pinturas lhe trouxeram, ele não fingiu entendê-las ou mesmo gostar delas. "Todo esse dinheiro e eu acho que eles são realmente horríveis", observou ele com orgulho sufocado.
Dyer abandonou o crime, mas caiu no alcoolismo. O dinheiro de Bacon atraiu parasitas para dobradores no Soho de Londres. Retraído e reservado quando sóbrio, Dyer era altamente animado e agressivo quando bêbado, e muitas vezes tentava "puxar um bacon" comprando grandes rodadas e pagando jantares caros para seu amplo círculo. O comportamento errático de Dyer inevitavelmente se desgastou com seus comparsas, com Bacon e com os amigos de Bacon. A maioria dos associados do mundo da arte de Bacon considerava Dyer um incômodo - uma intrusão no mundo da alta cultura ao qual seu Bacon pertencia.  Dyer reagiu tornando-se cada vez mais carente e dependente. Em 1971, ele estava bebendo sozinho e apenas em contato ocasional com sua ex-amante.
Em outubro de 1971, Dyer juntou-se a Bacon em Paris para a abertura da retrospectiva de Bacon no Grand Palais. Enquanto a carreira de Bacon estava no auge, ele foi descrito na época como o "maior pintor vivo" da Grã-Bretanha, Dyer sabia que sua própria importância para Bacon estava em declínio. Para chamar a atenção, ele plantou maconha em seu apartamento e ligou para a polícia, e tentou suicídio em várias ocasiões. Em Paris, Bacon e Dyer inicialmente dividiram um quarto de hotel, mas Bacon saiu. Quando ele voltou na manhã de 24 de outubro, com Danziger-Miles e Valerie Beston, eles descobriram o corpo de Dyer. Eles persuadiram o gerente do hotel a não anunciar a morte por dois dias.

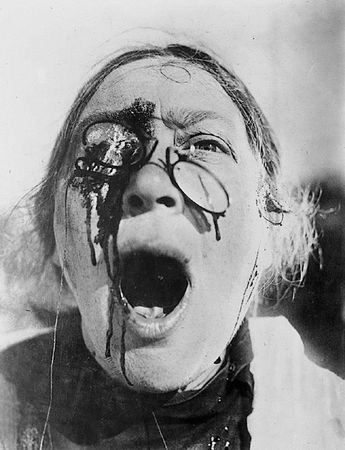
Imagem do filme mudo de Sergei Eisenstein de 1925, Encouraçado Potemkin

Bacon passou o dia seguinte cercado por pessoas ansiosas para conhecê-lo. No meio da noite do dia seguinte, ele foi "informado" de que Dyer havia tomado uma overdose de barbitúricos e estava morto. Bacon continuou com a retrospectiva e exibiu poderes de autocontrole "aos quais poucos de nós poderiam aspirar", de acordo com Russell. Bacon foi profundamente afetado pela perda de Dyer e recentemente perdeu outros quatro amigos e sua babá. A partir deste ponto, a morte assombrou sua vida e obra.  Embora externamente estoico na época, ele estava interiormente quebrado. Ele não expressou seus sentimentos aos críticos, mas depois admitiu a amigos que "demônios, desastres e perdas" agora o perseguiam como se fosse sua própria versão das Eumênides (grego para As Fúrias).  Bacon passou o restante de sua estada em Paris participando de atividades promocionais e preparativos para o funeral. Ele voltou a Londres no final daquela semana para confortar a família de Dyer.
Durante o funeral, muitos dos amigos de Dyer, incluindo criminosos endurecidos do East-End, caíram em lágrimas. Quando o caixão foi baixado para a sepultura, um amigo ficou emocionado e gritou "seu!" Bacon permaneceu estoico durante o processo, mas nos meses seguintes sofreu um colapso emocional e físico. Profundamente afetado, nos dois anos seguintes, ele pintou uma série de retratos em tela única de Dyer e os três conceituados "Trípticos Negros", cada um dos quais detalha momentos imediatamente antes e depois do suicídio de Dyer.

### Morte
Durante as férias, Bacon foi internado na Clínica Ruber, em Madri, em 1992. Sua asma crônica, que o atormentou durante toda a sua vida, evoluiu para uma condição respiratória mais grave e ele não conseguia falar ou respirar muito bem.
Ele morreu de ataque cardíaco em 28 de abril de 1992, aos 82 anos. Ele legou sua propriedade (então avaliada em £ 11 milhões) a seu herdeiro e único legatário John Edwards; em 1998, a pedido de Edwards, Brian Clarke, amigo de Bacon e Edwards, foi instalado como único executor do espólio pelo Supremo Tribunal, após o corte do Tribunal de todos os laços entre a antiga galeria de Bacon, Marlborough Fine Art, e seu espólio.  Em 1998, o diretor da Hugh Lane Gallery em Dublin garantiu a doação de Edwards e Clarke do conteúdo do estúdio de Bacon em 7 Reece Mews, South Kensington. O conteúdo de seu estúdio foi pesquisado, movido e reconstruído na galeria.